# Tauplitzer Wasserfall
Der Tauplitzer Wasserfall ist ein 30 m hoher Wasserfall im Gemeindegebiet von Bad Mitterndorf im Ortsteil Tauplitz in der Steiermark. Der im Sagtümpel entspringende Sagtümpelbach stürzt dort nach einer Fließstrecke von rund 650 m in den Grimmingbach. Das Wasser läuft dort schleierförmig über eine steil einfallende glatte Schichtfläche von gebanktem, mittel- bis dunkelgrauem, sprödem, mergeligen Kalkstein der Allgäuer Schichten herab. Er ist vom Parkplatz an der Gnanitzstraße (Tauplitzer Wasserfall, Sagtümpel) über einen Fußweg in etwa 30 Minuten erreichbar.